# Schefflera sandiana
Schefflera sandiana är en araliaväxtart som beskrevs av Hermann August Theodor Harms. Schefflera sandiana ingår i släktet Schefflera och familjen araliaväxter.
Artens utbredningsområde är Peru. Inga underarter finns listade.